# Nephoptera robusta
Nephoptera robusta är en insektsart som först beskrevs av Bei-bienko 1951.  Nephoptera robusta ingår i släktet Nephoptera och familjen vårtbitare. Inga underarter finns listade i Catalogue of Life.